# جوزيف لي فيلبس
جوزيف لي فيلبس هو سياسي كندي، ولد في 12 أغسطس 1899 في بيلفي في كندا، وتوفي في 15 مارس 1983. حزبياً، نشط في Saskatchewan New Democratic Party ‏. وقد انتخب عضو المجلس التشريعي من ساسكاتشوان.